# Tâmega
Der Tâmega (spanisch und galicisch Támega) ist ein ca. 145 km langer rechter bzw. nördlicher Nebenfluss des Douro in Nordportugal und Nordwestspanien.
Er entspringt in 960 m Höhe in der Sierra de San Mamede nördlich der Stadt Verín in  der spanischen Provinz Ourense,  Galicien.   
Nach etwa 40 km auf seinem Weg nach Süden erreicht er die portugiesische Região Norte. Im Grenzgebiet zwischen Verín und Chaves durchfließt der Tâmega das fruchtbare Tal Veiga. Weiter flussabwärts durchbricht er ein Bergmassiv. Auf diesem Abschnitt ist der Fluss nicht schiffbar.
Nachdem er die Stadt Amarante durchflossen hat, mündet er bei Entre-os-Rios (deutsch „zwischen den Flüssen“) östlich von Porto in den Douro.
Dem Tâmega kommt eher eine geschichtliche denn eine wirtschaftliche Bedeutung zu. 
Sein Tal diente regelmäßig als Durchzugsweg fremder Invasionsarmeen auf dem Weg nach Süden in das reiche Portugal. 
Heute gilt er als schwer verschmutzter Fluss aufgrund der Kies- und Sandabbauwerke an seinen Ufern. Mit der Flussbegradigung sind auch die Überschwemmungen zu größeren Problemen geworden.
Der Tâmega wird von der Talsperre Torrão etwas flussaufwärts der Mündung in den Douro zu einem Stausee aufgestaut.
Nach dem Fluss wurde eine gleichnamige Subregion benannt, siehe Tâmega (Subregion).